# Staline et Vorochilov au Kremlin
Staline et Vorochilov au Kremlin (en russe : И. В. Сталин и К. Е. Ворошилов в Кремле) est  un tableau du peintre soviétique Alexandre Guerassimov peint en 1938. Il représente les dirigeants soviétiques Joseph Staline et Kliment Vorochilov marchant près du Kremlin de Moscou. Depuis 1941, il est conservé à la Galerie Tretiakov à Moscou.
À l'époque stalinienne, des répliques de ce tableau étaient très répandues, des copies étant faites pour les institutions gouvernementales. Jan Plamper, un professeur allemand d'histoire russe, qualifie ce tableau d'exemple important du réalisme socialiste et du culte de la personnalité dans l'art.
Pour ce tableau, Alexandre Guerassimov reçoit un prix Staline en 1941.